# Dipsacus sativus
Dipsacus sativus es una planta fanerógama perteneciente a la familia de las caprifoliáceas. Es originaria de Eurasia.

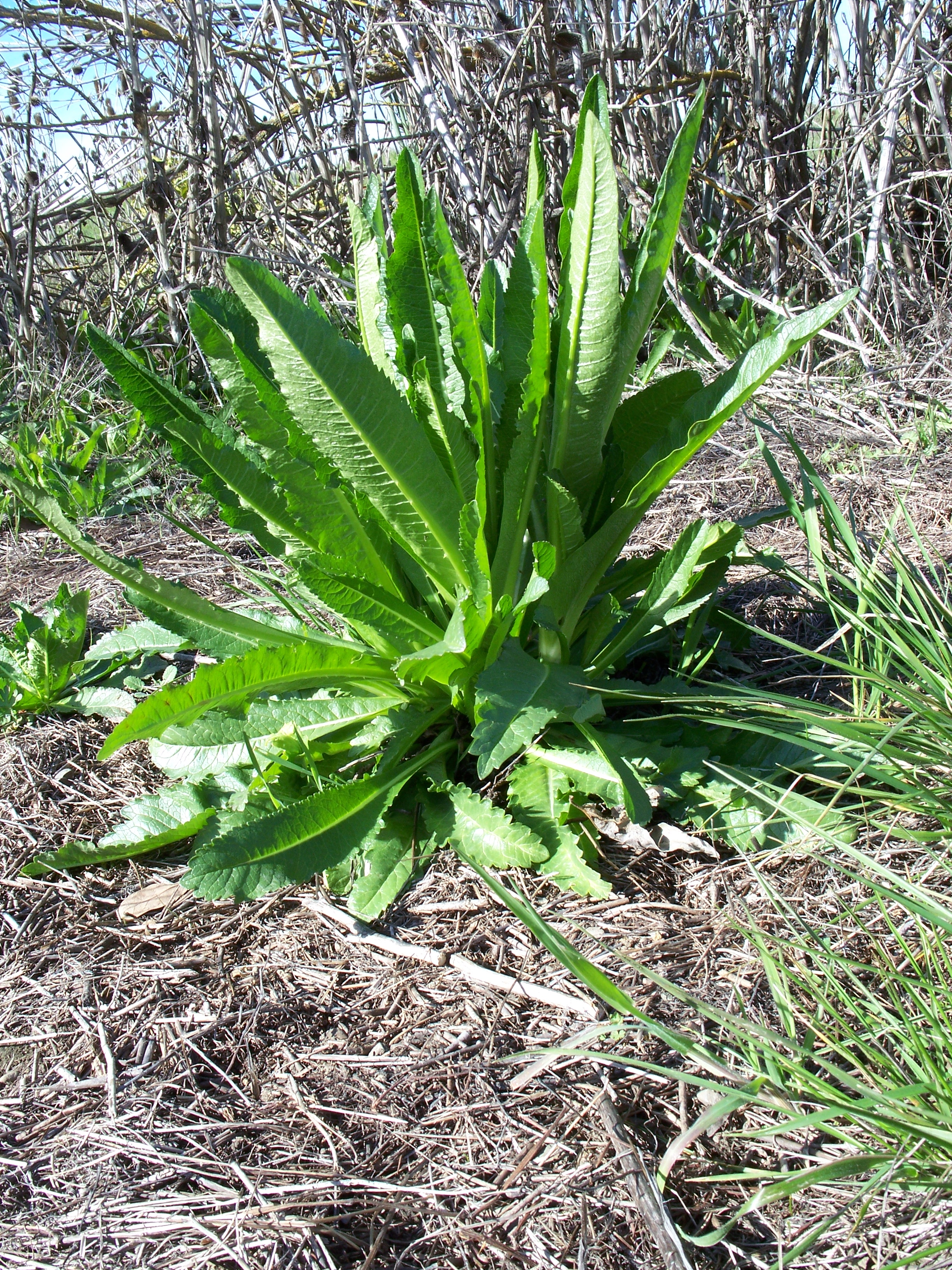
Vista de la planta

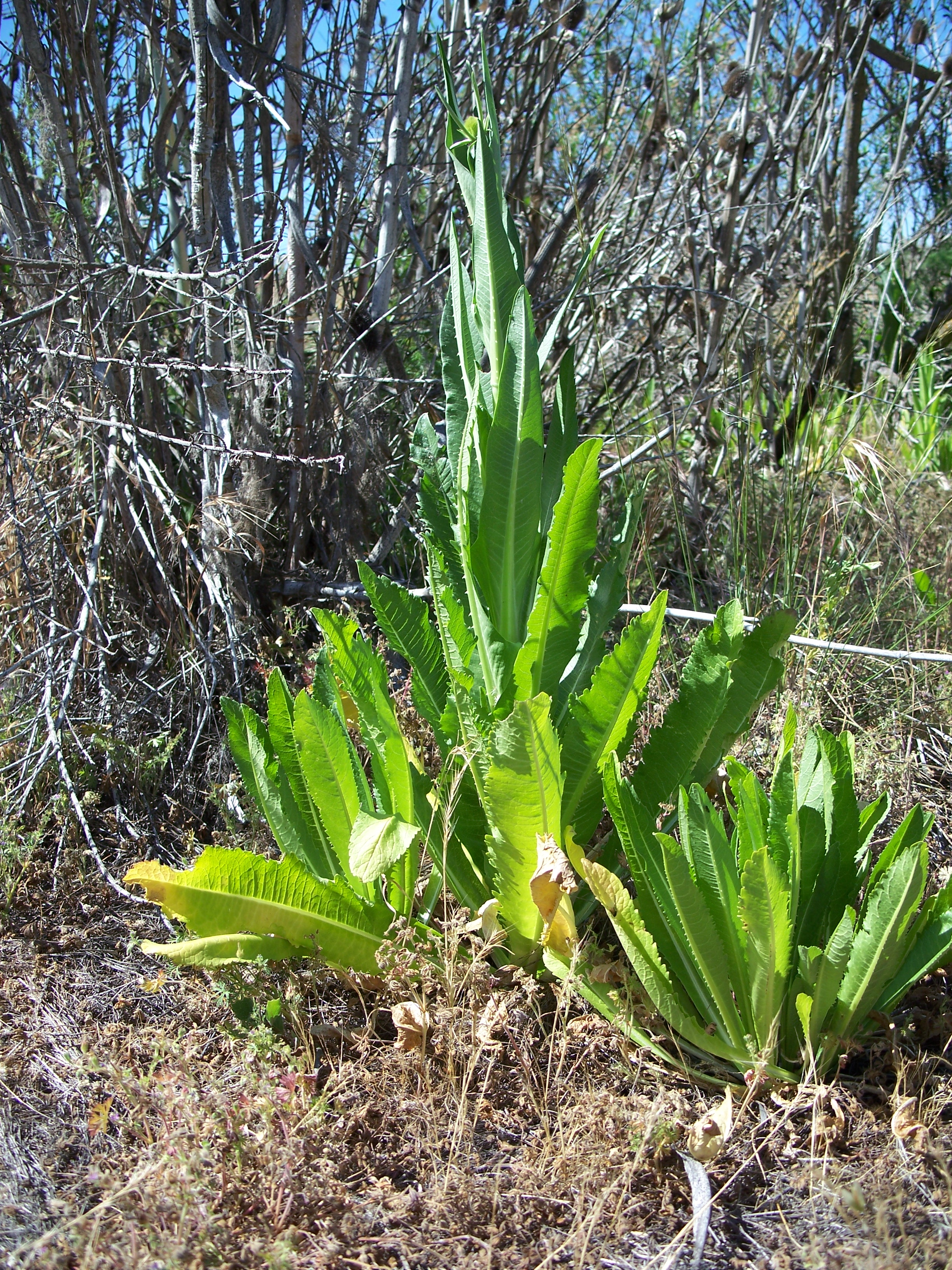
En su hábitat

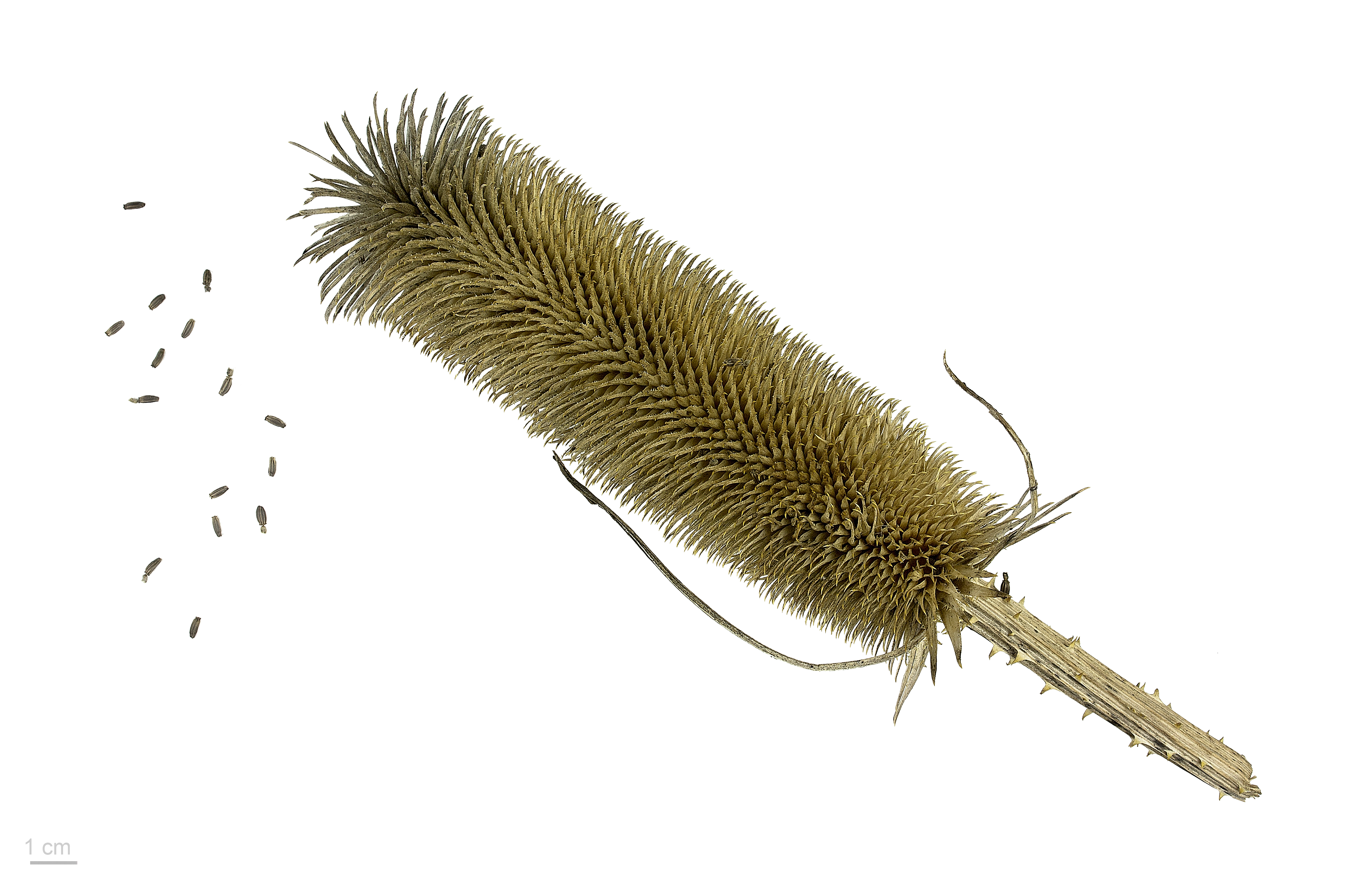
Dipsacus sativus - Muséum de Toulouse

## Descripción
Tiene tallos que alcanzan un tamaño de hasta de 1,5 m de altura, erectos, acostillados y robustos, simples o más generalmente ramificados en la parte superior. Hojas de limbo oblongo-lanceolado u oblongo-elíptico, entero o a veces irregularmente crenado o dentado. Las inflorescencias en capítulos de 25-85 × 19-38 mm, ovoides u ovoide-cilíndricos, sobre pedúnculos hasta de 26 cm. Corola de 8-10,5 mm, violeta o de una rosa violeta, adpreso-pelosa en la cara externa, con pelos retroflexos, pelosa también en la garganta; tubo 6,7-8 mm; lóbulos 1,3-2,5 mm, pubérulo-glandulosos en la cara interna. Tiene un número de cromosomas de 2n = 18*, 36*.

## Distribución
Se encuentra en suelos húmedos o temporalmente encharcados, a menudo nitrificados, cunetas, acequias, sotos riparios, praderas-juncales, etc.; a una altitud de  0-1200 metros. De origen desconocido, hoy día extendida por el C, S y W de Europa, Norte de África, y W de Asia; naturalizada en América del Norte.

## Historia
El uso medicinal del Cardo de los cardadores es viejo, como lo demuestra su presencia en la Capitulare de villis vel curtis imperii, una orden emitida por Carlomagno que reclama a sus campos para que cultiven una serie de hierbas y condimentos incluyendo las "cardones" identificada actualmente como Dipsacus sativus.

## Taxonomía
Dipsacus sativus fue descrita por (L.) Honck. y publicado en Vollständiges Systematisches Verzeichniss Aller Gewächse Teutschlandes 1: 374. 1782.
Etimología
Dipsacus: nombre genérico que deriva del griego dípsakos; latinizado dipsacos  = en Dioscórides y Plinio, planta de tallos y hojas espinosas, y flores reunidas en cabezuelas espinosas, semejantes al erizo. Sin duda, se trata de las cardenchas –varias especies del género Dipsacus L. (Dipsacaceae), principalmente D. fullonum L.–. Según Dioscórides, en la versión de Laguna, “las hojas luengas, espinosas [...] las quales de dos en dos abraçan el dicho tallo por cada juntura, ò nudo, haziendo con sus partes baxas (con las que se juntan) ciertas concavidades, en que se recoja y reciba la lluvia, ò rocio, de do vino esta planta a llamarse Dipsacos, que quiere dezir sedienta” –gr. dípsa, = "sed".
sativus: epíteto latino que significa "cultivado".
Sinonimia
- Dipsacus fullonum var. sativus L.
- Dipsacus fullonum subsp. sativus (L.) Thell.	[5]

## Nombre común
- Castellano: cardencha (3), cardenchas.[6]